# Hulpverleningszone Zone 1
Hulpverleningszone Zone 1 is een van de 35 Belgische en een van de vier West-Vlaamse hulpverleningszones. De zone verzorgt vanuit 9 brandweerposten en 2 voorposten de brandweerzorg en het grootste deel van de ambulancehulpverlening aan de Oost- en Middenkust en in het grootste deel van het Brugse Ommeland.

## Beschermingsgebied
Het beschermingsgebied van Zone 1 beslaat 877,22 km² en omvat 17 gemeenten die gezamenlijk een bevolking van ongeveer 440.000 inwoners vertegenwoordigen. Zone 1 grenst tevens aan Hulpverleningszone Meetjesland, Brandweerzone Midwest, Hulpverleningszone Westkust, Brandweer Westhoek en aan Nederland. De onderstaande lijst geeft een overzicht van de 17 gemeenten en hun kenmerken:
| Gemeente     | Bevolkingsaantal (01/01/2024) | Oppervlakte (in km²) |
| ------------ | ----------------------------- | -------------------- |
| Beernem      | 16.259                        | 71,68                |
| Blankenberge | 20.559                        | 17,41                |
| Bredene      | 18.180                        | 13,08                |
| Brugge       | 119.869                       | 138,40               |
| Damme        | 11.207                        | 89,52                |
| De Haan      | 12.718                        | 42,17                |
| Gistel       | 12.244                        | 42,25                |
| Ichtegem     | 14.516                        | 45,33                |
| Jabbeke      | 14.832                        | 53,76                |
| Knokke-Heist | 32.514                        | 56,44                |
| Middelkerke  | 19.855                        | 75,65                |
| Oostkamp     | 24.275                        | 79,65                |
| Oostende     | 72.586                        | 37,72                |
| Oudenburg    | 9.933                         | 35,38                |
| Torhout      | 20.965                        | 45,23                |
| Zedelgem     | 23.460                        | 60,34                |
| Zuienkerke   | 2.676                         | 48,86                |
| TOTAAL       | 446.648                       | 952,87               |

## Brandweerposten
Zone 1 beslaat 9 posten en 2 voorposten, verspreid over de 17 deelnemende gemeenten. Deze worden hieronder opgelijst:
| Brandweerpost      | Gemeente     | Opmerking                                      |
| ------------------ | ------------ | ---------------------------------------------- |
| Blankenberge       | Blankenberge |                                                |
| Brugge             | Brugge       | Voorpost                                       |
| Brugge Haven       | Brugge       |                                                |
| De Haan - Wenduine | De Haan      |                                                |
| Gistel             | Gistel       |                                                |
| Knokke-Heist       | Knokke-Heist |                                                |
| Middelkerke        | Middelkerke  |                                                |
| Oostende           | Oostende     | Verhuist in 2025 naar nieuw gebouw nabij haven |
| Oostkamp           | Oostkamp     |                                                |
| Ruddervoorde       | Oostkamp     | Voorpost                                       |
| Torhout            | Torhout      |                                                |